# Proasellus pribenicensis
Proasellus pribenicensis là một loài chân đều trong họ Asellidae. Loài này được Flasarova miêu tả khoa học năm 1977.